# プロゲステロン-5α-レダクターゼ
プロゲステロン-5α-レダクターゼ（progesterone 5α-reductase）は、ステロイドホルモン生合成酵素の一つで、次の化学反応を触媒する酸化還元酵素である。
5α-ジヒドロプロゲステロン + NADP+ {\displaystyle \rightleftharpoons } プロゲステロン + NADPH + H+
反応式の通り、この酵素の基質は5α-ジヒドロプロゲステロンとNADP+、生成物はプロゲステロンとNADPHとH+である。
組織名は5α-pregnan-3,20-dione:NADP+ 5-oxidoreductaseで、別名にsteroid 5-α-reductase, Δ4-steroid 5α-reductase (progesterone)がある。